# Katy Marchant
Katy Marchant (Leeds, 30 januari 1993) is een Britse baanwielrenster.

## Carrière
Ze is goed in de sprintonderdelen, de sprint, teamsprint, keirin en 500 m tijdrit. Marchant won een bronzen medaille op de sprint tijdens de Olympische Zomerspelen van 2016 in Rio de Janeiro.
Op de Olympische Spelen van 2024 won ze goud op het onderdeel teamsprint met Sophie Capewell en Emma Finucane.

## Belangrijkste uitslagen
| Jaar        | BK                                          | EK                        | WK                  | Overige                      |             |
| Als belofte | Als belofte                                 | Als belofte               | Als belofte         | Als belofte                  | Als belofte |
| ----------- | ------------------------------------------- | ------------------------- | ------------------- | ---------------------------- | ----------- |
| 2014        |                                             | keirin · teamsprint       |                     |                              |             |
| 2015        |                                             | keirin · teamsprint       |                     |                              |             |
| Als elite   |                                             |                           |                     |                              |             |
| 2013        | keirin · teamsprint · sprint                |                           |                     |                              |             |
| 2014        | sprint · keirin · 500m tijdrit              |                           |                     |                              |             |
| 2015        | sprint · keirin · 500m tijdrit · teamsprint |                           |                     |                              |             |
| 2016        |                                             |                           |                     | Olympische spelen: sprint    |             |
| 2017        |                                             |                           |                     |                              |             |
| 2018        | sprint · 500m tijdrit                       |                           |                     | Gemenebestspelen: teamsprint |             |
| 2019        |                                             |                           |                     | WB Glasgow: keirin           |             |
| 2020        |                                             |                           |                     |                              |             |
| 2021        |                                             |                           |                     |                              |             |
| 2022        |                                             |                           |                     |                              |             |
| 2023        | keirin                                      | teamsprint                |                     |                              |             |
| 2024        |                                             | 500m tijdrit · teamsprint | teamsprint · keirin | OS: · teamsprint             |             |

2012: Welte, Vogel ·
2016: Gong, Zhong ·
2020: Bao, Zhong ·
2024: Capewell, Finucane, Marchant